# Paradinia chrysogastrides
Paradinia chrysogastrides là một loài bướm đêm thuộc phân họ Arctiinae, họ Erebidae.